# Tlogoharjo
Tlogoharjo is een bestuurslaag in het regentschap Wonogiri van de provincie Midden-Java, Indonesië. Tlogoharjo telt 1960 inwoners (volkstelling 2010).